# LOL!
「LOL!」（エル・オー・エル）は日本のポップ歌手・黒木メイサの楽曲である。彼女の3枚目のシングルとして、2010年10月6日にgr8!recordsより発売された。カミカオルにより作詞され、JUNEによって作曲された本作は、音楽的にはダンスミュージックとされる。また、黒木がラップに初挑戦している。

## 背景
2010年8月28日、ソニーミュージックの黒木の公式サイトでシングルの発売情報が公開された。同年9月7日に曲がネスレ日本「キットカット」のコマーシャルソングに決定したことが発表された。
ウェブサイト『レコチョク』とのインタビューによると、曲は10以上の候補の中から選ばれた。テーマは「笑い飛ばせ」で、ラップでは黒木が言いたいことが詰め込まれている。録音は映画『ソルト』の宣伝で来日したアンジェリーナ・ジョリーと対談した後に行われた。

## 批評
『hotexpress』の武川春奈は、これまで様々なアプローチでリスナーを驚かせてきた彼女だが、本作はその中でも群を抜いていると批評。初挑戦となったラップでは、挑発的で妖艶な微笑みを見せ、激しいダンスビートに合わせてクール&ビューティーさを全開にしているとコメントした。『WHAT's IN?』の柳沢幹夫は「ザラザラとブーミーなエレクトロ•ビート、速射される挑発的リリック、ラップとメロディのコントラストにもハッとさせられる攻めの一曲」と批評し、「否応なしにフロアをハンズ・アップさせる、午前零時のクラビング讃歌」とコメントした。

## チャート成績
2010年10月5日付けの日本レコード協会による着うたフルのダウンロード数を集計したRIAJ有料音楽配信チャートで初登場9位、翌週12日に6位、19日に最高4位を記録。11月23日の94位を最後に100位圏外となったが、2011年2月1日付けに33位で再びチャート入りした。2010年10月18日付けのビルボードJapan Hot 100で初登場及び最高62位。同年11月22日付けのオリコン週間ランキングで初登場及び最高12位。

## ミュージックビデオ
ビデオは久保茂昭が監督を務めた。2010年9月11日から12日までの24時間限定でソニーミュージック公式ホームページのトップにビデオがフルサイズで掲載れた。

## プロモーション
「LOL!」は黒木が出演するネスレ日本「キットカット」のコマーシャルソングとして起用された。2010年10月6日に恵比寿ガーデンホールで開催された黒木初のワンマンライブ「1st sololive“ATTITUDE2010”」で披露された。2011年1月8日放送の音楽番組『ミュージックステーション』に出演し、披露。

## 収録曲
| #         | タイトル                       | 作詞         | 作曲       | 時間  |
| --------- | ------------------------------ | ------------ | ---------- | ----- |
| 1.        | 「LOL!」                       | カミカオル   | JUNE       | 4:07  |
| 2.        | 「Be Like That」               | MOMO"mocha"N | U-Key zone | 4:41  |
| 3.        | 「LOL!」(instrumental)         | カミ         | JUNE       | 4:04  |
| 4.        | 「Be Like That」(instrumental) | MOMO"mocha"N | U-Key zone | 4:39  |
| 合計時間: | 合計時間:                      | 合計時間:    | 合計時間:  | 17:31 |

| #  | タイトル                    | 作詞 | 作曲・編曲 | 監督     |
| -- | --------------------------- | ---- | ---------- | -------- |
| 1. | 「LOL!」(Music Video)       |      |            | 久保茂昭 |
| 2. | 「SPECIAL MAKING OF "LOL"」 |      |            |          |

## チャート
| チャート（2010年）                         | 最高 順位 |
| ------------------------------------------ | --------- |
| オリコン週間                               | 12        |
| Billboard Japan Hot 100                    | 62        |
| Billboard JAPAN Hot Top Airplay            | 81        |
| Billboard JAPAN Hot Singles Sales          | 16        |
| Billboard JAPAN Adult Contemporary Airplay | 49        |
| RIAJ有料音楽配信チャート                   | 9         |

## 発売日一覧
| 地域 | リリース日    | 規格                     |
| ---- | ------------- | ------------------------ |
| 日本 | 2010年9月25日 | 着信音                   |
| 日本 | 2010年10月3日 | 携帯電話端末向けフル配信 |
| 日本 | 2010年10月9日 | CD                       |